# 加西市民会館
加西市民会館（かさいしみんかいかん）は、兵庫県加西市にある文化施設である。
文化ホールとコミュニティセンターとに分かれている。

## 略歴
- 1979年 - 竣工[1]
- 2019年 - コミュニティセンター耐震改修工事着工[2][3]
- 2020年 - コミュニティセンター耐震改修工事終了[4]

## 施設

### 文化ホール
※出典
- 面積 - 2,987平方メートル
- 客席数 - 798席
- 楽屋 - 4室
- 控室 - 1室
- リハーサル室 - 1室

### コミュニティセンター
※出典
- 面積 - 2,995平方メートル（地上3階建）
- 1階 - 会議室
- 2階 - ギャラリー、小会議室、和室、料理教室、美術教室、工芸室、視聴覚室
- 3階 - 小ホール（256.0平方メートル、椅子席300人 / 机席180人）、遊戯室、娯楽室、教養室、談話室、グループ活動室、研修室

### その他
※出典
- 授乳室 - 文化ホール、コミュニティセンター2階
- 多目的トイレ - 文化ホール、コミュニティセンター各階（オストメイト対応トイレ（文化ホール、コミュニティセンター3階））
- AED（自動体外式除細動器）
- コインロッカー - コミュニティセンター2階

## アクセス
※出典
- 北条鉄道北条線北条町駅から徒歩15分
- 中国自動車道加西ICから車で約5分
- 神姫バス姫路北条線加西市役所前下車すぐ

## コンサート、講演会などを行った人物、団体
- さかなクン[11]
- 加藤登紀子[12]
- 大阪桐蔭高等学校[13]
- 内村航平[14]
- 森山良子[15]

ほか